# Arnulfo Rivera Naranjo
Arnulfo Rivera Naranjo (Inírida, 10 de julio de 1978) es un político y empresario colombiano, que se desempeña actualmente como gobernador del departamento de Guainía. 

## Biografía
Nació en julio de 1978 en Inírida, capital de la entonces Comisaría del Guainía, hijo del comerciante Jorge Rivera Parra y de Baldramina Naranjo Vela. Realizó sus estudios primarios en Barrancominas e Inírida, mientras realizó sus estudios secundarios en Villavicencio (Meta). Estudió optometría en la Universidad de la Salle, en Bogotá, pero se tuvo que retirar en sexto semestre por motivos económicos.
Así, se dedicó a trabajar con su padre en la industria del transporte fluvial, fundando en 2010 la compañía Servicio Nacional de Transporte Fluvial de Carga, especializada en el transporte de hidrocarburos.
En las elecciones regionales de 2023 se presentó como candidato a la gobernación de Guainía por el Partido Liberal y con el apoyo de Autoridades Indígenas de Colombia, el Partido de la U y La Fuerza de la Paz. Resultó electo con 7.533 votos, equivalentes al 33,48% de los votos.